# Halifax Citadel (Fort George)

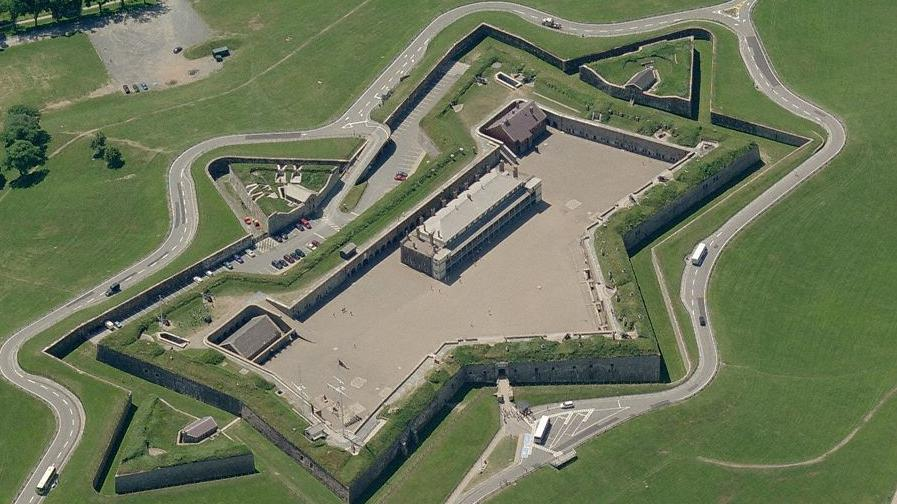
Halifax Citadel, Halifax, Nova Scotia

Halifax Citadel of Fort George (vernoemd naar koning George II van Groot-Brittannië) is een National Historic Site in Halifax (Nova Scotia), Canada.

## Geschiedenis
De Citadel werd gesticht tijdens de Father Le Loutre's oorlog om de protestantse kolonisten tegen invallen door de Fransen Acadiërs en de Wabanaki-confederatie (primair de Mi'kmaq) te beschermen.
Een reeks van vier verschillende verdedigingswerken zijn gevestigd geweest op de top van de heuvel (Citadel Hill) sinds die tijd. De bouw en egalisering resulteerde erin dat de top van de heuvel met tien tot twaalf meter is gedaald. Het eerste fort was simpelweg een kleine schans die naast de top stond met een vlaggenstok en wachthuis. Geen sporen van een regelmatige of permanente fortificatie op de Citadel Hill zijn gevonden tot aan het begin van de Amerikaanse Revolutie.

## Halifax Citadel National Historic Site
Vandaag de dag is de vesting hersteld naar het victoriaans tijdperk en heeft het een levende geschiedenisprogramma met acteurs die het leven in het fort naspelen ten tijde van het beroemde 78th (Highlanders) Regiment of Foot en de 78th Highlanders (Halifax Citadel) Pipe Band die gestationeerd waren in Halifax gedurende bijna drie jaar (1869-1871).
Een van de meest langlopende en herkenbare symbolen van de rol van de Citadel in het dagelijks leven van Halifax is het dagelijkse ceremoniële afvuren van het middagkanon om 12 uur. Het geschut wordt ook gebruikt voor formele gelegenheden zoals het geven van 21 saluutschoten.
Er zijn rondleidingen beschikbaar, evenals audiovisuele presentaties en tentoonstellingen die dienen om de rol van de Citadel in de geschiedenis van Halifax en Noord-Amerika te vertellen.
Het "Leger Museum", gelegen in Cavaliergedeelte van de Citadel, toont een zeldzame verzameling van wapens, medailles en uniformen uit de legergeschiedenis van Nova Scotia. Het is een onafhankelijke non-profit museum, maar werkt nauw samen met de Citadel.
In juli 2006 vierde de Halifax Citadel de 100ste verjaardag van de terugtrekking van de laatste Britse troepen uit Canada. De citadel was bij deze gelegenheid gastheer voor meer dan 1.000 acteurs van historische reënsceneringen.

## Galerij

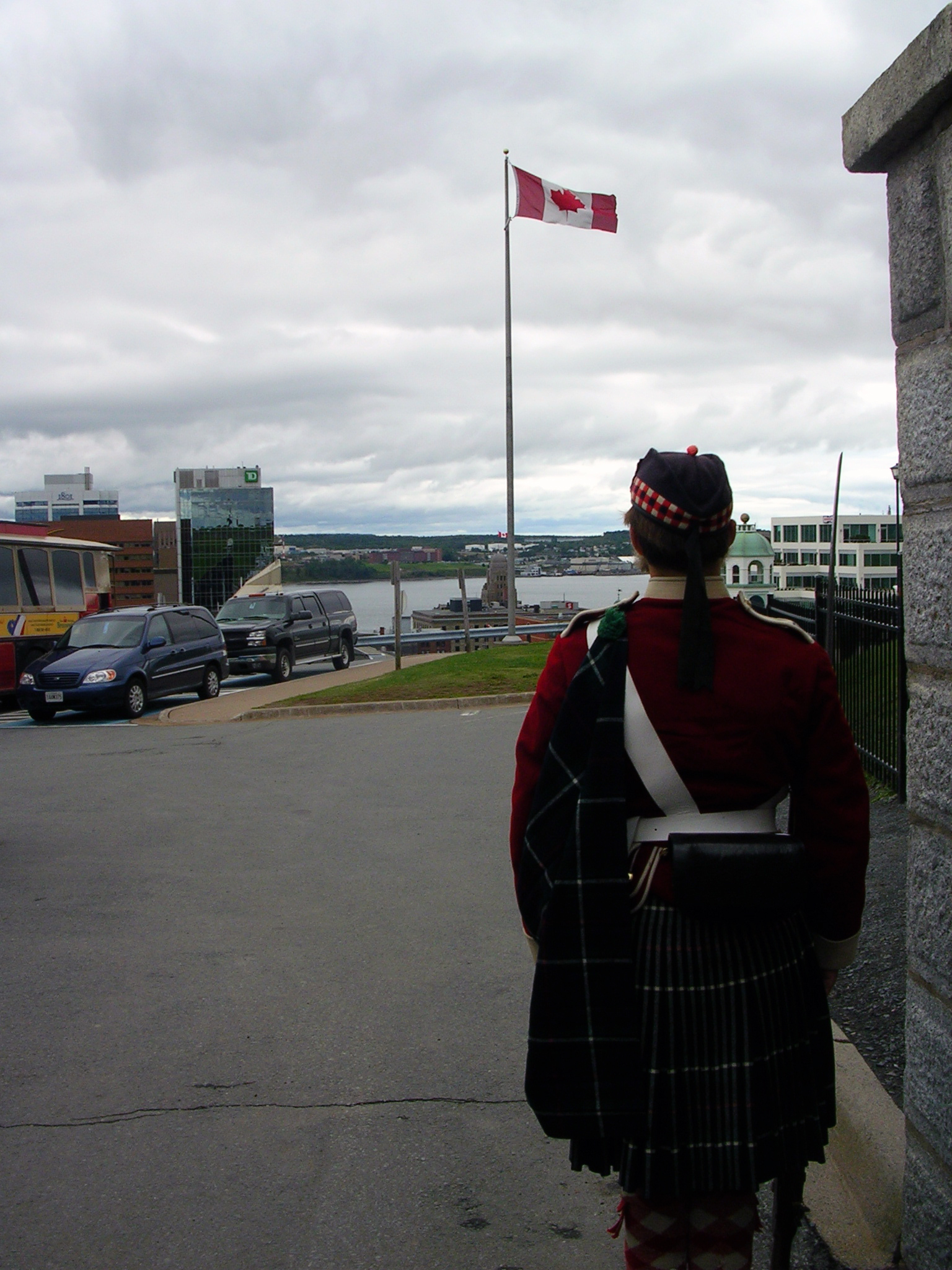
Wacht bij ingang van de citadel
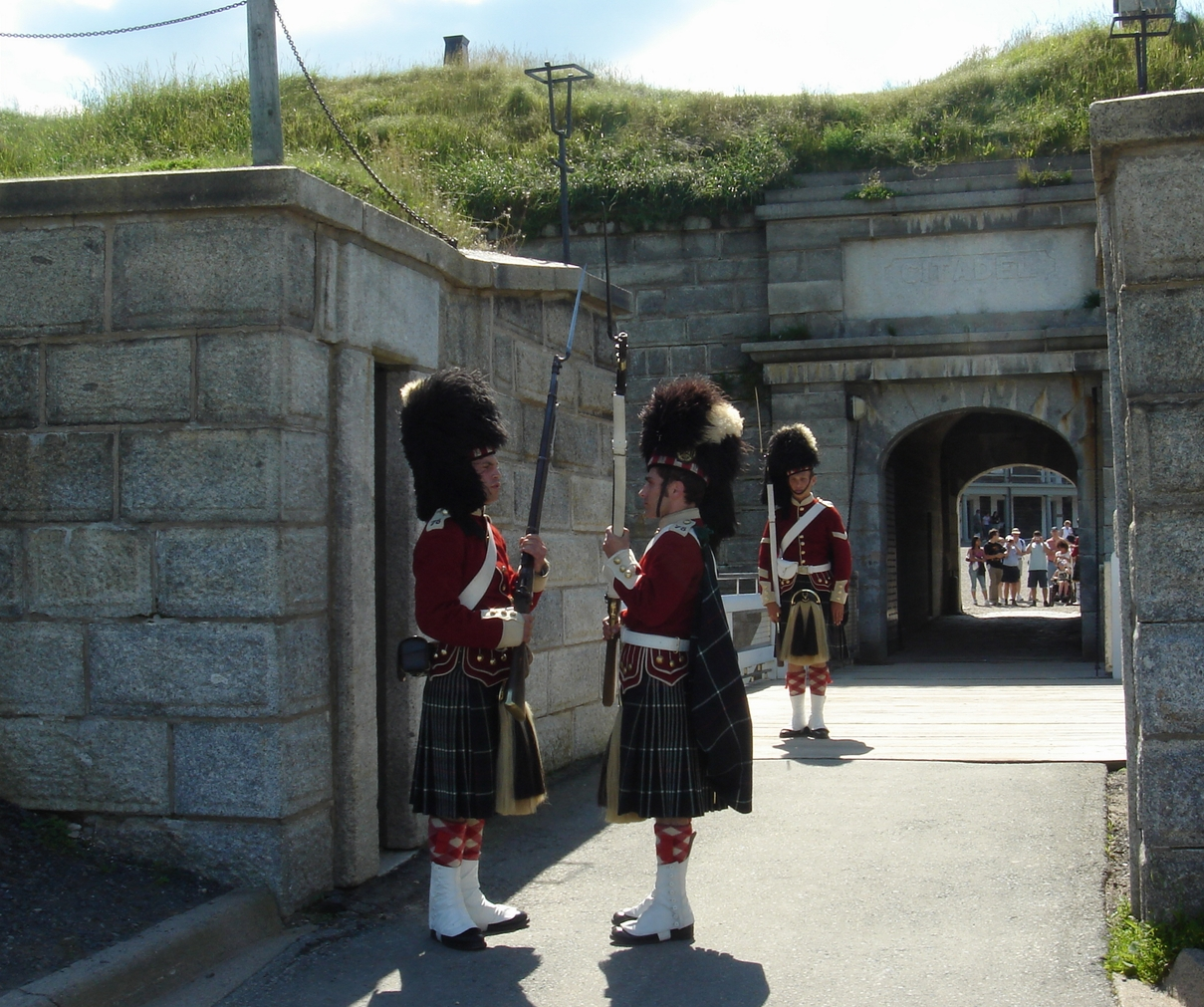
Wisseling van de wacht
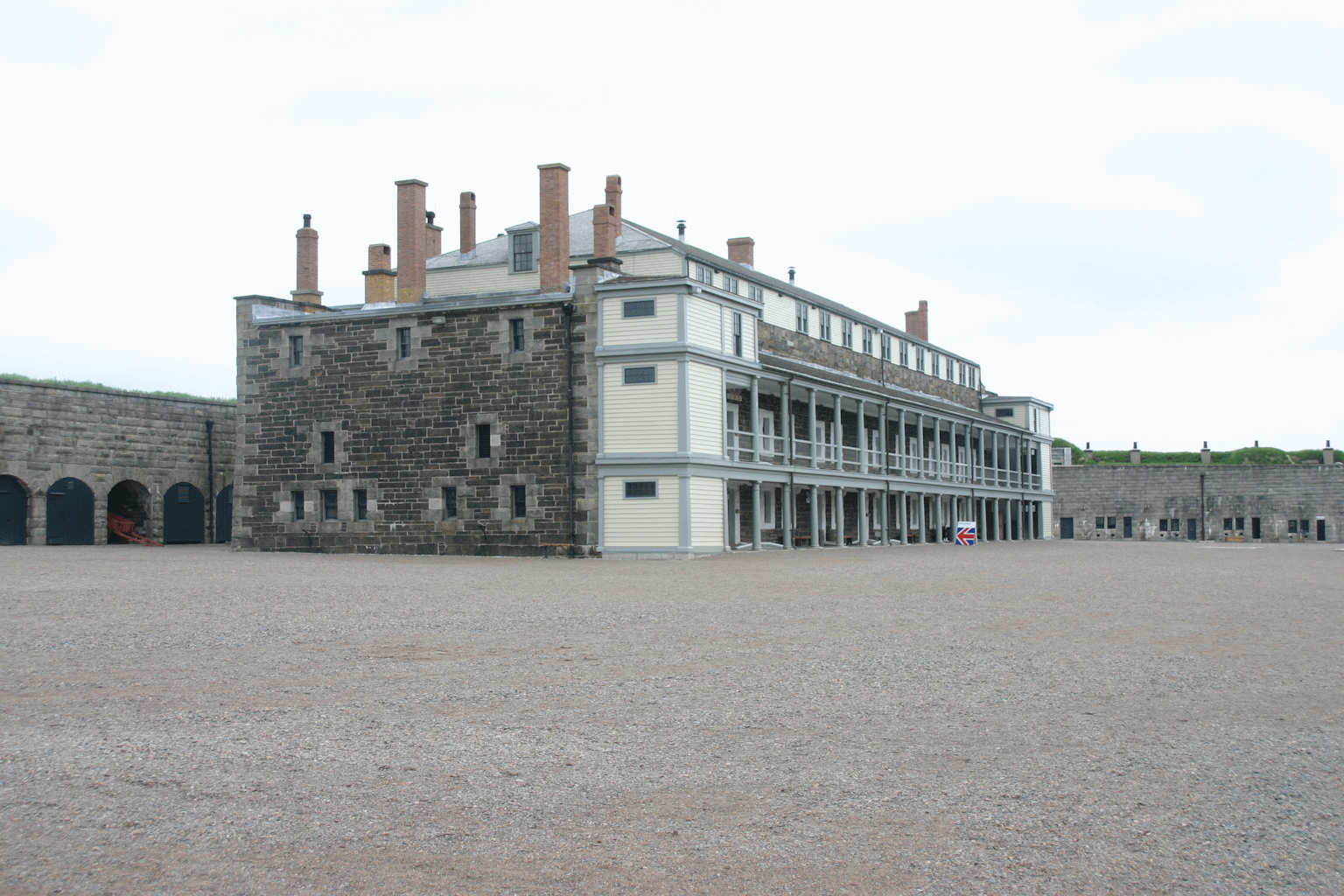
Gebouw in Fort George
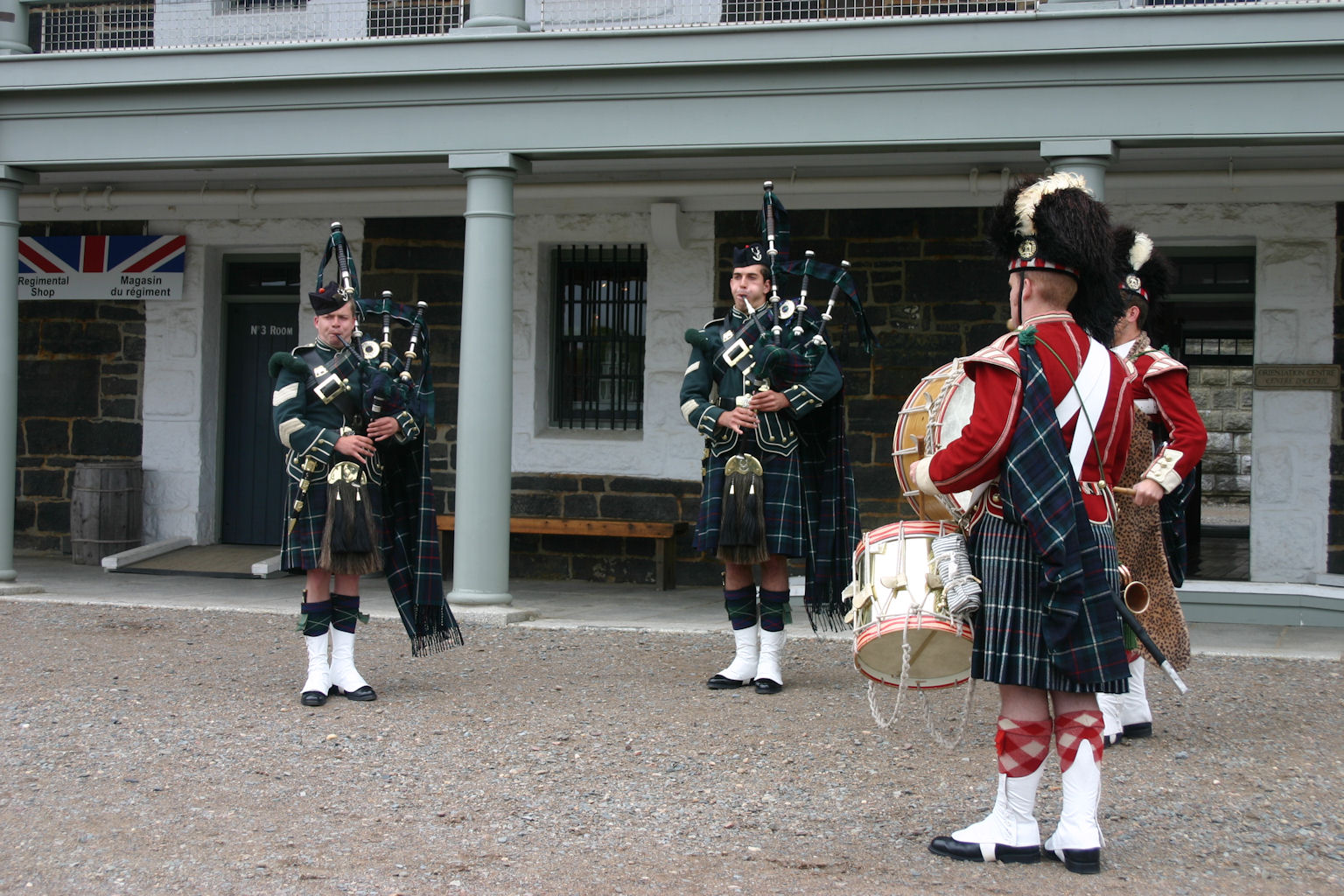
Optreden van een aantal 78th Highlanders Pipe and Drum
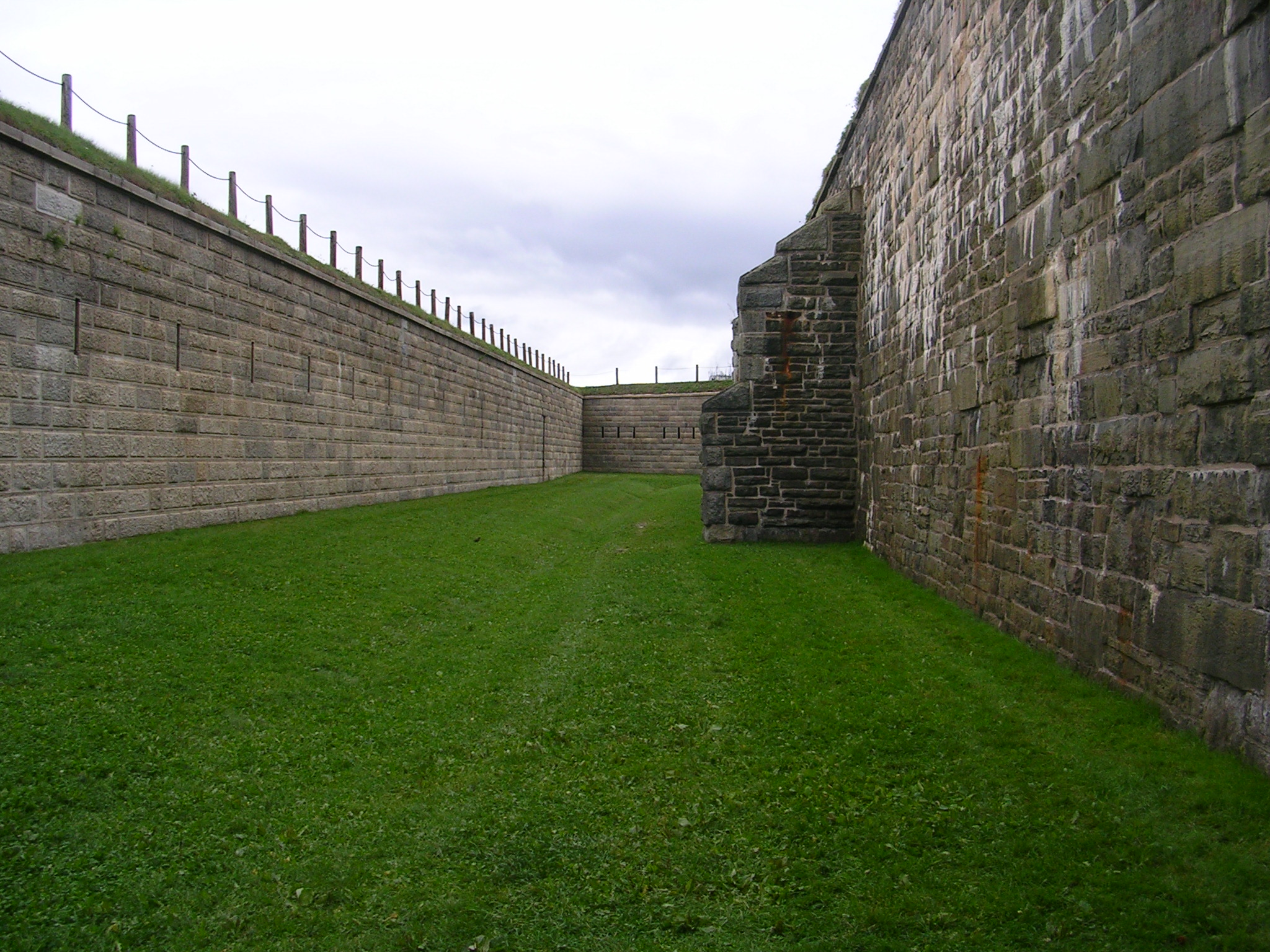
Binnen de gracht van Fort George